# Launcells
 (septembre 2023).
Launcells est une paroisse civile des Cornouailles, en Angleterre.